# Черноглавци
Черноглавци (болг. Черноглавци) — село в Болгарии. Находится в Шуменской области, входит в общину Венец. Население составляет 487 человек.

## Политическая ситуация
В местном кметстве Черноглавци, в состав которого входит Черноглавци, должность кмета (старосты) исполняет Салим Хюсню Осман (Движение за права и свободы (ДПС)) по результатам выборов правления кметства.
Кмет (мэр) общины Венец — Нехрибан Османова Ахмедова (ДПС) по результатам выборов в правление общины.